# Lista över fornlämningar i Falköpings kommun (Sörby)
Lista över fornlämningar i Falköpings kommun (Sörby) är en förteckning av ett urval av de fornlämningar som finns i Sörby i Falköpings kommun.
| Namn                         | Lämningstyp                 | Tillkomsttid | Historisk indelning  | Plats | Läge                 | ID-nr          | Bild                                      |
| ---------------------------- | --------------------------- | ------------ | -------------------- | ----- | -------------------- | -------------- | ----------------------------------------- |
| Sörby 2:1                    | Gravfält                    |              | Sörby, Västergötland |       | 58.149765, 13.317791 | 10205400020001 | Ladda upp en till bild av detta fornminne |
| Faxe rör (Sörby 3:1)         | Gravfält                    |              | Sörby, Västergötland |       | 58.150780, 13.314571 | 10205400030001 | Ladda upp en till bild av detta fornminne |
| Sörby 4:1                    | Gravfält                    |              | Sörby, Västergötland |       | 58.140366, 13.345704 | 10205400040001 | Ladda upp en till bild av detta fornminne |
| Sörby 5:1                    | Grav markerad av sten/block |              | Sörby, Västergötland |       | 58.141641, 13.331222 | 10205400050001 | Ladda upp en till bild av detta fornminne |
| Sörby 5:2                    | Grav markerad av sten/block |              | Sörby, Västergötland |       | 58.141642, 13.331080 | 10205400050002 | Ladda upp en till bild av detta fornminne |
| Sörby 9:1                    | Grav markerad av sten/block |              | Sörby, Västergötland |       | 58.141484, 13.351022 | 10205400090001 | Ladda upp en bild av detta fornminne      |
| Sörby 13:1                   | Stenkammargrav              |              | Sörby, Västergötland |       | 58.143368, 13.360844 | 10205400130001 | Ladda upp en bild av detta fornminne      |
| Sverkersten (Sörby 14:1)     | Stensättning                |              | Sörby, Västergötland |       | 58.140470, 13.373897 | 10205400140001 | Ladda upp en bild av detta fornminne      |
| Sverkersten (Sörby 14:2)     | Grav markerad av sten/block |              | Sörby, Västergötland |       | 58.140476, 13.374056 | 10205400140002 | Ladda upp en bild av detta fornminne      |
| Sörby 16:1                   | Stensättning                |              | Sörby, Västergötland |       | 58.145141, 13.378366 | 10205400160001 | Ladda upp en bild av detta fornminne      |
| Sörby 18:1                   | Hög                         |              | Sörby, Västergötland |       | 58.143680, 13.380317 | 10205400180001 | Ladda upp en bild av detta fornminne      |
| Sörby 21:1                   | Stensättning                |              | Sörby, Västergötland |       | 58.143466, 13.389506 | 10205400210001 | Ladda upp en bild av detta fornminne      |
| Sörby 22:1                   | Stensättning                |              | Sörby, Västergötland |       | 58.146109, 13.390868 | 10205400220001 | Ladda upp en bild av detta fornminne      |
| Sörby 22:2                   | Stensättning                |              | Sörby, Västergötland |       | 58.146140, 13.391161 | 10205400220002 | Ladda upp en bild av detta fornminne      |
| Sörby 22:3                   | Stensättning                |              | Sörby, Västergötland |       | 58.145885, 13.390965 | 10205400220003 | Ladda upp en bild av detta fornminne      |
| Sörby 23:1                   | Stensättning                |              | Sörby, Västergötland |       | 58.145405, 13.395833 | 10205400230001 | Ladda upp en bild av detta fornminne      |
| Sörby 23:2                   | Grav markerad av sten/block |              | Sörby, Västergötland |       | 58.145350, 13.395673 | 10205400230002 | Ladda upp en bild av detta fornminne      |
| Sörby 23:3                   | Grav markerad av sten/block |              | Sörby, Västergötland |       | 58.145481, 13.395713 | 10205400230003 | Ladda upp en bild av detta fornminne      |
| Sörby 23:4                   | Grav markerad av sten/block |              | Sörby, Västergötland |       | 58.145502, 13.395908 | 10205400230004 | Ladda upp en bild av detta fornminne      |
| Sörby 25:1                   | Stenkammargrav              |              | Sörby, Västergötland |       | 58.141451, 13.414433 | 10205400250001 | Ladda upp en bild av detta fornminne      |
| Sörby 26:1                   | Gravfält                    |              | Sörby, Västergötland |       | 58.148223, 13.323966 | 10205400260001 | Ladda upp en bild av detta fornminne      |
| Sörby 27:1                   | Grav markerad av sten/block |              | Sörby, Västergötland |       | 58.145698, 13.341897 | 10205400270001 | Ladda upp en till bild av detta fornminne |
| Sörby 27:2                   | Stensättning                |              | Sörby, Västergötland |       | 58.145782, 13.341763 | 10205400270002 | Ladda upp en bild av detta fornminne      |
| Sörby 27:3                   | Stensättning                |              | Sörby, Västergötland |       | 58.145855, 13.341563 | 10205400270003 | Ladda upp en bild av detta fornminne      |
| Möje-rör (Sörby 28:1)        | Röse                        |              | Sörby, Västergötland |       | 58.149049, 13.388951 | 10205400280001 | Ladda upp en bild av detta fornminne      |
| Sörby 29:1                   | Röse                        |              | Sörby, Västergötland |       | 58.149846, 13.388748 | 10205400290001 | Ladda upp en bild av detta fornminne      |
| Sörby 30:1                   | Grav markerad av sten/block |              | Sörby, Västergötland |       | 58.151961, 13.384072 | 10205400300001 | Ladda upp en bild av detta fornminne      |
| Torpa solstenar (Sörby 31:1) | Grav markerad av sten/block |              | Sörby, Västergötland |       | 58.160041, 13.366045 | 10205400310001 | Ladda upp en till bild av detta fornminne |
| Torpa solstenar (Sörby 31:2) | Grav markerad av sten/block |              | Sörby, Västergötland |       | 58.160121, 13.366063 | 10205400310002 | Ladda upp en till bild av detta fornminne |
| Torpa solstenar (Sörby 31:3) | Stenkammargrav              |              | Sörby, Västergötland |       | 58.160122, 13.365876 | 10205400310003 | Ladda upp en bild av detta fornminne      |
| Torpa solstenar (Sörby 31:4) | Grav markerad av sten/block |              | Sörby, Västergötland |       | 58.160574, 13.366674 | 10205400310004 | Ladda upp en bild av detta fornminne      |
| Sörby 32:1                   | Röse                        |              | Sörby, Västergötland |       | 58.152638, 13.393810 | 10205400320001 | Ladda upp en bild av detta fornminne      |
| Sörby 33:1                   | Grav markerad av sten/block |              | Sörby, Västergötland |       | 58.153880, 13.388597 | 10205400330001 | Ladda upp en bild av detta fornminne      |
| Sörby 36:1                   | Stensättning                |              | Sörby, Västergötland |       | 58.149729, 13.386463 | 10205400360001 | Ladda upp en bild av detta fornminne      |
| Sörby 37:1                   | Stensättning                |              | Sörby, Västergötland |       | 58.151639, 13.385710 | 10205400370001 | Ladda upp en bild av detta fornminne      |
| Sörby 39:1                   | Grav markerad av sten/block |              | Sörby, Västergötland |       | 58.152087, 13.380312 | 10205400390001 | Ladda upp en bild av detta fornminne      |
| Sörby 40:1                   | Stensättning                |              | Sörby, Västergötland |       | 58.152093, 13.377420 | 10205400400001 | Ladda upp en bild av detta fornminne      |
| Sörby 40:2                   | Stensättning                |              | Sörby, Västergötland |       | 58.152127, 13.377611 | 10205400400002 | Ladda upp en bild av detta fornminne      |
| Sörby 41:1                   | Röse                        |              | Sörby, Västergötland |       | 58.158328, 13.362382 | 10205400410001 | Ladda upp en bild av detta fornminne      |
| Sörby 46:1                   | Stensättning                |              | Sörby, Västergötland |       | 58.146120, 13.355019 | 10205400460001 | Ladda upp en bild av detta fornminne      |
| Sörby 47:1                   | Stensättning                |              | Sörby, Västergötland |       | 58.145544, 13.354585 | 10205400470001 | Ladda upp en till bild av detta fornminne |
| Sörby 48:1                   | Stenkrets                   |              | Sörby, Västergötland |       | 58.145625, 13.344076 | 10205400480001 | Ladda upp en till bild av detta fornminne |
| Sörby 54:1                   | Stensättning                |              | Sörby, Västergötland |       | 58.149120, 13.367765 | 10205400540001 | Ladda upp en bild av detta fornminne      |
| Sörby 54:2                   | Stensättning                |              | Sörby, Västergötland |       | 58.149377, 13.367637 | 10205400540002 | Ladda upp en bild av detta fornminne      |
| Sörby 54:3                   | Stensättning                |              | Sörby, Västergötland |       | 58.149154, 13.367352 | 10205400540003 | Ladda upp en bild av detta fornminne      |
| Sörby 55:1                   | Stensättning                |              | Sörby, Västergötland |       | 58.147871, 13.367503 | 10205400550001 | Ladda upp en bild av detta fornminne      |
| Sörby 56:1                   | Stensättning                |              | Sörby, Västergötland |       | 58.148489, 13.366308 | 10205400560001 | Ladda upp en bild av detta fornminne      |
| Sörby 56:2                   | Stensättning                |              | Sörby, Västergötland |       | 58.148364, 13.366183 | 10205400560002 | Ladda upp en bild av detta fornminne      |
| Sörby 58:1                   | Stensättning                |              | Sörby, Västergötland |       | 58.143226, 13.343662 | 10205400580001 | Ladda upp en till bild av detta fornminne |
| Sörby 60:1                   | Stensättning                |              | Sörby, Västergötland |       | 58.144530, 13.388959 | 10205400600001 | Ladda upp en bild av detta fornminne      |
| Sörby 61:1                   | Stensättning                |              | Sörby, Västergötland |       | 58.148761, 13.397126 | 10205400610001 | Ladda upp en bild av detta fornminne      |
| Sörby 63:1                   | Stensättning                |              | Sörby, Västergötland |       | 58.145976, 13.335397 | 10205400630001 | Ladda upp en bild av detta fornminne      |
| Sörby 79:1                   | Grav markerad av sten/block |              | Sörby, Västergötland |       | 58.153000, 13.384911 | 10205400790001 | Ladda upp en bild av detta fornminne      |
| Sörby 80:1                   | Stensättning                |              | Sörby, Västergötland |       | 58.144030, 13.387256 | 10205400800001 | Ladda upp en bild av detta fornminne      |
| Sörby 81:1                   | Stensättning                |              | Sörby, Västergötland |       | 58.153932, 13.383737 | 10205400810001 | Ladda upp en bild av detta fornminne      |
| Sörby 81:2                   | Stensättning                |              | Sörby, Västergötland |       | 58.153955, 13.384007 | 10205400810002 | Ladda upp en bild av detta fornminne      |
| Sörby 83:1                   | Stensättning                |              | Sörby, Västergötland |       | 58.160517, 13.407504 | 10205400830001 | Ladda upp en bild av detta fornminne      |
| Sörby 87                     | Stensättning                |              | Sörby, Västergötland |       | 58.155338, 13.366070 | 12000000029674 | Ladda upp en bild av detta fornminne      |
| Sörby 89                     | Stensättning                |              | Sörby, Västergötland |       | 58.154612, 13.366229 | 12000000029676 | Ladda upp en bild av detta fornminne      |
| Sörby 128                    | Stensättning                |              | Sörby, Västergötland |       | 58.146483, 13.359181 | 12000000046745 | Ladda upp en till bild av detta fornminne |
| Sörby 130                    | Gravfält                    |              | Sörby, Västergötland |       | 58.151901, 13.370403 | 12000000046847 | Ladda upp en bild av detta fornminne      |
| Sörby 151                    | Stensättning                |              | Sörby, Västergötland |       | 58.145808, 13.349980 | 12000000047120 | Ladda upp en bild av detta fornminne      |
| Sörby 162                    | Stensättning                |              | Sörby, Västergötland |       | 58.148717, 13.359454 | 12000000048705 | Ladda upp en till bild av detta fornminne |
| Sörby 164                    | Stensättning                |              | Sörby, Västergötland |       | 58.148143, 13.358412 | 12000000048707 | Ladda upp en bild av detta fornminne      |
| Sörby 178                    | Stensättning                |              | Sörby, Västergötland |       | 58.154988, 13.332776 | 12000000063357 | Ladda upp en till bild av detta fornminne |